# Maypearl (Texas)
Maypearl es una ciudad ubicada en el condado de Ellis en el estado estadounidense de Texas. En el Censo de 2010 tenía una población de 934 habitantes y una densidad poblacional de 435,53 personas por km².

## Geografía
Maypearl se encuentra ubicada en las coordenadas 32°18′40″N 97°0′24″O / 32.31111, -97.00667. Según la Oficina del Censo de los Estados Unidos, Maypearl tiene una superficie total de 2.14 km², de la cual 2.1 km² corresponden a tierra firme y (2.17%) 0.05 km² es agua.

## Demografía
Según el censo de 2010, había 934 personas residiendo en Maypearl. La densidad de población era de 435,53 hab./km². De los 934 habitantes, Maypearl estaba compuesto por el 85.97% blancos, el 5.78% eran afroamericanos, el 1.28% eran amerindios, el 0.11% eran asiáticos, el 0% eran isleños del Pacífico, el 5.46% eran de otras razas y el 1.39% pertenecían a dos o más razas. Del total de la población el 18.42% eran hispanos o latinos de cualquier raza.